# Grottes de Rising Star
Les grottes de Rising Star (en anglais Rising Star Caves, « grottes de l'Étoile montante ») sont un système karstique situé près de Johannesbourg, dans la zone des sites des hominidés fossiles d'Afrique du Sud. Ce site a livré, au cours de fouilles menées depuis 2013, plus de 1 700 éléments fossiles d'hominines. Le 10 septembre 2015, une étude attribue ces fossiles à une nouvelle espèce, Homo naledi,.  Naledi signifie « étoile » en Sesotho et fait référence au nom du site.

## Découvertes
Le site et ses fossiles sont découverts le 13 septembre 2013 par deux spéléologues, Steve Tucker et Rick Hunter, dans le cadre d'une exploration organisée par le géologue Pedro Boshoff. Lee Rogers Berger, paléoanthropologue à l'université du Witwatersrand, informé le 1er octobre 2013 de cette découverte, organise alors le financement des expéditions de fouilles, qui commencent le 7 novembre.

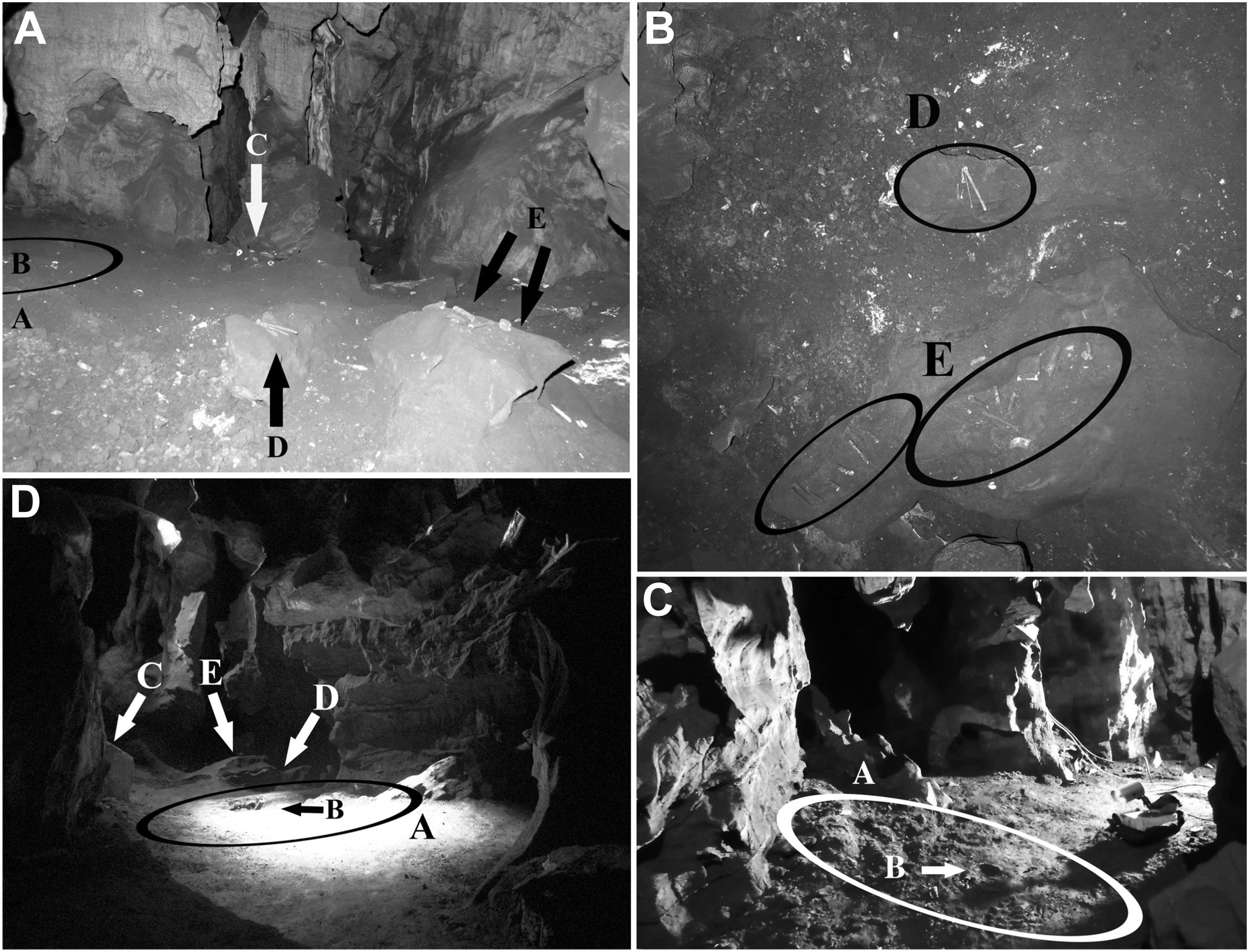
Photographies de la salle Dinaledi.

Une strate géologique riche en fossiles d'hominines est mise au jour dans une salle répertoriée comme site UW-101 et dénommée Salle Dinaledi, située à environ 30 mètres sous la surface du sol, et difficilement accessible par une longue et étroite fissure de 18 cm de large à son point le plus étroit,,,,. C'est d'ailleurs une équipe de six femmes à la corpulence adaptée qui est chargée de la collecte des éléments fossiles. Plus de 1 200 éléments fossiles d'hominines sont collectés et catalogués en novembre 2013, représentant au moins une douzaine d'individus.
Le 20 février 2014, il est annoncé qu'un deuxième site à hominines fossiles, nommé UW-102, éventuellement sans lien avec le premier, est découvert dans le complexe de grottes de Rising Star.
En avril 2014, entre les deux sites, 1 754 fossiles sont collectés et au cours de l'été 2014, seuls 20 des 206 os du corps humain ne sont pas retrouvés.
En mai 2017, un article de eLife publie les découvertes effectuées sur le site UW-102, localisé dans une autre cavité des grottes de Rising Star, appelée salle Lesedi. Les restes fossiles d'au moins trois individus, dont un crâne presque complet noté LES1, ont été mis au jour.

## Géologie

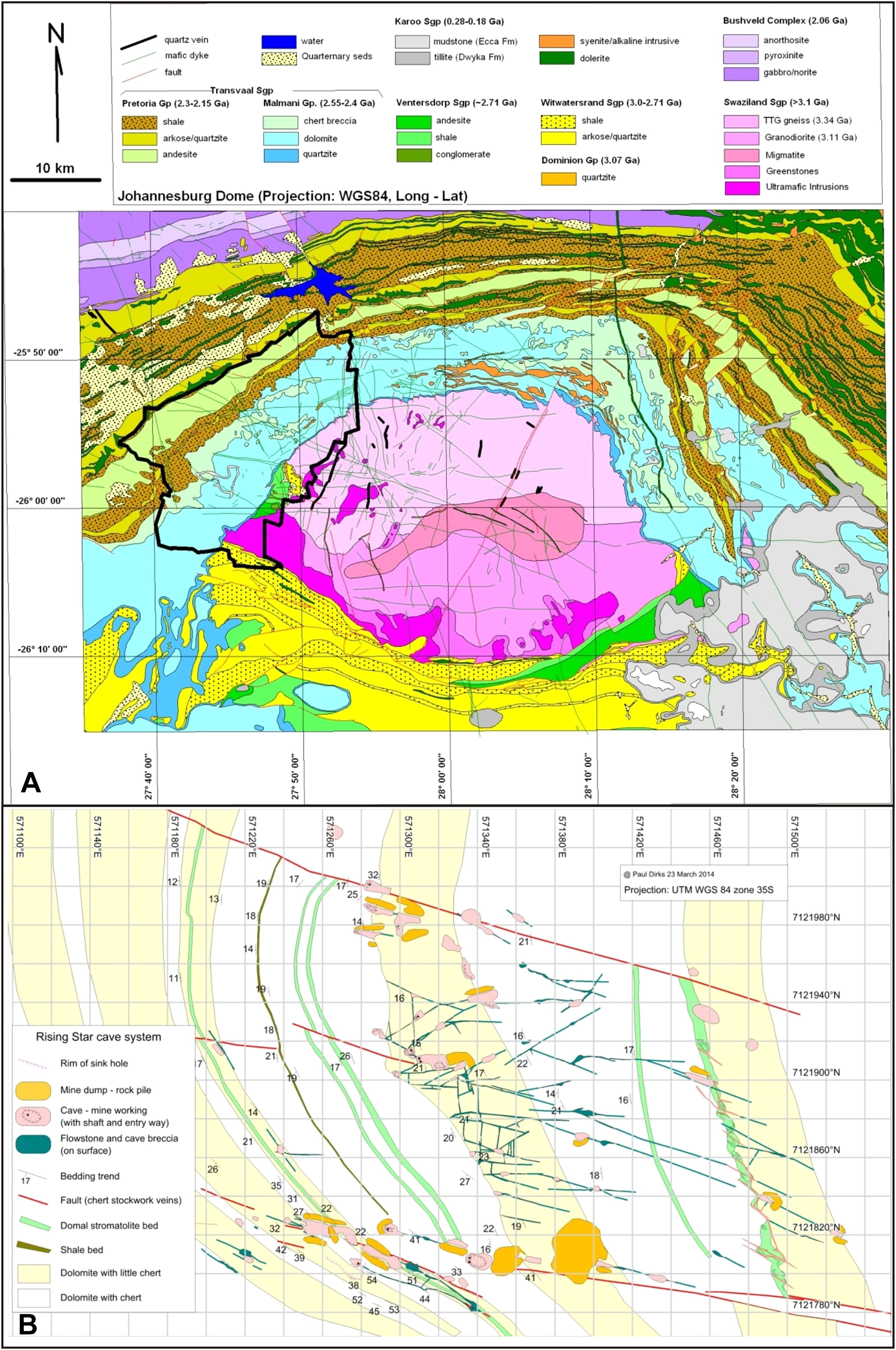
Contexte géologique du berceau de l'Humanité et du système de grottes de Rising Star.

Le système de grottes de Rising Star se trouve dans la vallée de la rivière Bloubank, à 2,2 km à l'ouest de la grotte de Sterkfontein. Il comprend une zone de 250 × 150 m de passages cartographiés situés dans le noyau d'un pli incliné de 17°, plongeant doucement vers l'ouest, et est stratigraphiquement lié à un horizon dolomitique stromatolithique de 15 à 20 m d'épaisseur appartenant de la partie inférieure de la formation de Monte Christo. Cet horizon dolomitique est largement exempt de chaille, mais contient cinq horizons minces, inférieurs à 10 cm, de chaille qui ont été utilisés pour évaluer la position relative des salles dans le système de grottes. Le contact stratigraphique supérieur est marqué par un toit de chaille de 1 à 1,3 m d'épaisseur qui forme le toit de plusieurs grandes cavités.
L'altitude est de 1 450 m pour la base de la chambre Dinaledi.